# Dorcoceras geoffrayi
Dorcoceras geoffrayi là một loài thực vật có hoa trong họ Tai voi. Loài này được François Pellegrin mô tả khoa học đầu tiên năm 1926 dưới danh pháp Boea geoffrayi.